# Jüdische Trauerhalle (Brünn)

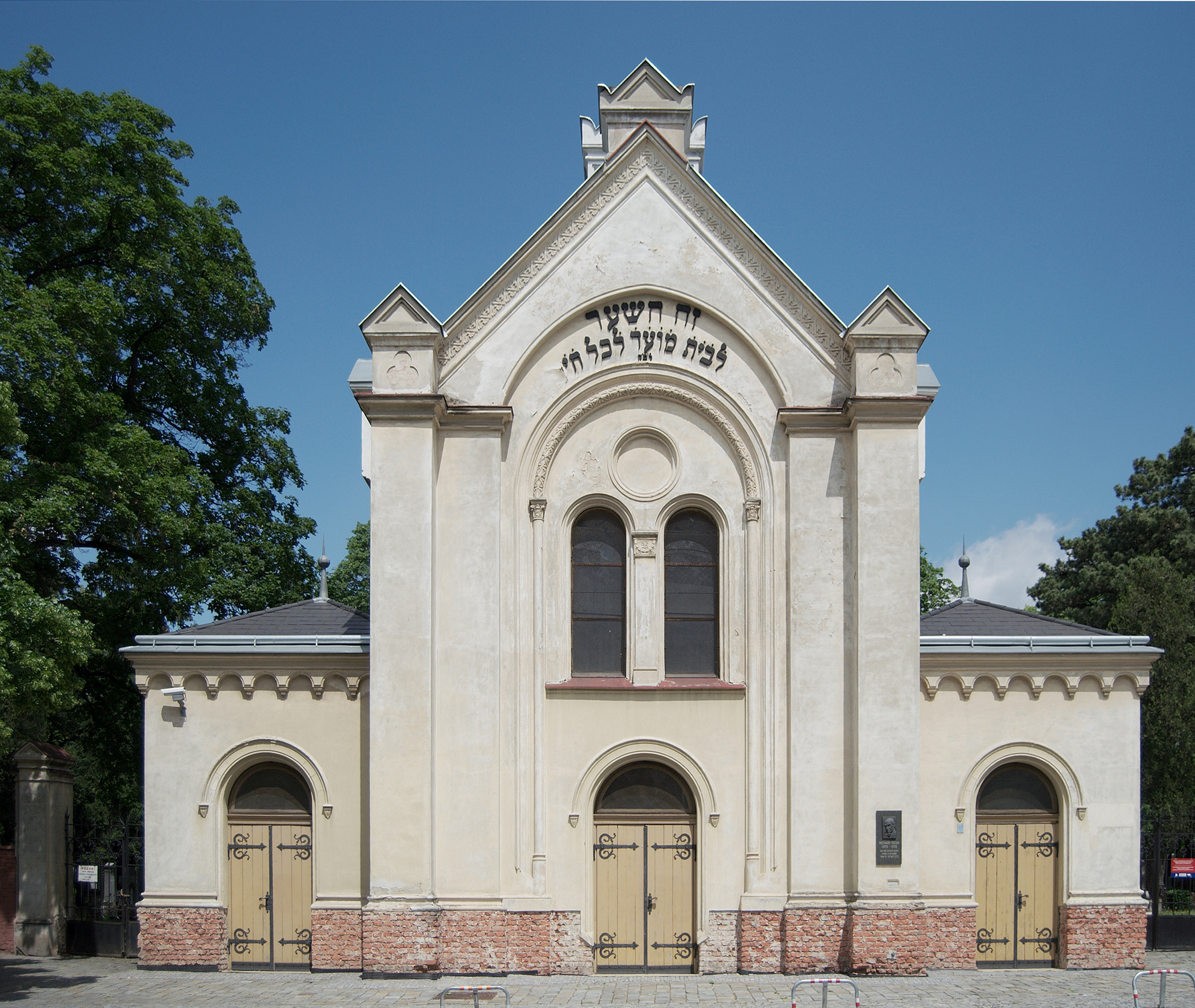
Trauerhalle auf dem jüdischen Friedhof in Brünn

Die Jüdische Trauerhalle in Brünn (tschechisch Brno), einer Stadt in Tschechien, wurde im ausgehenden 19. Jahrhundert errichtet. Die Trauerhalle ist als Teil des Jüdischen Friedhofs in Brünn seit 1988 ein geschütztes Kulturdenkmal.
Die Trauerhalle wurde nach den Plänen des Architekten Max Fleischer erbaut.